# Schoenoplectus litoralis
Schoenoplectus litoralis là loài thực vật có hoa trong họ Cói. Loài này được (Schrad.) Palla miêu tả khoa học đầu tiên năm 1888.